# كنافة حلبية
الكنافة الحلبية أحد الأكلات الوطنية في سوريا، تشتهر بصناعتها مدينة حلب. وهي من الحلويات التي تؤكل في بلاد الشام وهذه الحلوى لها رواج كبير بين العرب كما أن كثيراً من الحلبيين الأغنياء يقومون بافتتاح سلسلة محلات حول العالم للكنافة والحلويات الحلبية وخاصة في الدول العربية، وهي مشهورة جداً في سوريا ولبنان وفلسطين كذلك في الخليج.
وهي تتكون من عجينة الكنافة المشهورة وهي شعيرية على شكل خيوط طويلة
مضاف إليها السمن والقطر (أي السكر والماء وبعض الإضافات) وصبغة حمراء وجبنة، والجبنة عادة هي العكاوي لأنها تذوب وطعمها حلو ولكن يجب نقعها بالماء ليلة قبل الاستخدام لاستخلاص الملوحة من الجبنة وعادة تزين بالفستق الحلبي والقطر.
وقد دخلت مدينة حلب في تاريخ 18\7\2009 موسوعة غينيس للأرقام القياسية. وتزن هذه الكنافة 1765 كغم من الكنافة الحلبية بطول 74 متراً وبعرض 105 سم.
فإن أكبر صدر كنافة سيكلف 700 كغم من العجينة و600 كيلو جبنة و6 أكياس من السكر بوزن 50 كغم و6 تنكات سمن بلدي و40 كغم من الفستق و22 جرة من الغاز، وتكلفة قدرها 30,000 دولار.

## المعلومات الغذائية
تحتوي وجبة الكنافة الحلبية (200غ تقريباً) على المعلومات الغذائية التالية:
- السعرات الحرارية: 961
- الدهون: 47
- الدهون المشبعة: 27
- الكوليسترول: 114
- الكاربوهيدرات: 20
- البروتينات: 18

## وصلات خارجية
طريقة عمل الكنافة الحلبية
طريقة عمل الكنافة الحلبية بالصور
- طريقه عمل الكنافة الحلبية

وصفة الكنافة النابلسية مع معلوماتها الغذائية